# Sason sechellanum
Sason sechellanum is een spinnensoort uit de familie Barychelidae. De soort komt voor in Seychellen.